# Gene Gotti
Eugene Gotti (nacido en 1946) es un mafioso estadounidense de la familia criminal Gambino. Fue condenado a 50 años de prisión en 1989 por cargos de crimen organizado y tráfico de drogas; fue liberado en 2018.

## Primeros años
Gotti nació en el Bronx, Nueva York en 1946. Era uno de los 13 hijos (dos de los cuales murieron al nacer) de John Joseph Gotti Sr. y Philomena "Fannie" DeCarlo. Los hermanos de Gotti eran John Gotti, Peter Gotti, Richard V. Gotti y Vincent Gotti. Todos los hermanos crecieron en East New York, Brooklyn, y se involucraron con el crimen organizado. John Cummings y Ernest Volkman en Goombata escribieron: "Se destacaba por su incapacidad para comprender incluso la declaración más simple que se le dirigía, y las personas que trataban con él aprendían a hablar lenta y repetidamente." Asistió al instituto Franklin K. Lane con los otros hermanos Gotti. Gene Gotti y su esposa Rosalie tienen tres hijos y ocho nietos; su casa familiar está en Valley Stream, Nueva York.
Hacia 1966, Gotti se asoció con la familia Gambino. En 1969, fue condenado por el robo de un envío interestatal y fue enviado a la prisión federal durante tres meses. En 1973, fue condenado en un tribunal estatal por posesión ilegal de un arma de fuego y fue sentenciado a 18 meses en la prisión estatal.

## Vida criminal
Gene se convirtió en un made man en 1976, trabajando con su hermano, John, en su banda de South Ozone Park.
Gotti llevó a cabo secuestros de camiones en el aeropuerto de Idlewild (posteriormente rebautizado como Aeropuerto Internacional John F. Kennedy) junto con su hermano John y su amigo Angelo Ruggiero. En agosto de 1983, Ruggiero y Gotti fueron arrestados por traficar con heroína, basándose principalmente en las grabaciones de un bug en la casa de Ruggiero. El jefe Paul Castellano, que había prohibido a los hombres de su familia traficar con drogas bajo amenaza de muerte, exigió las transcripciones de las cintas, y, cuando Ruggiero se negó, amenazó con degradar a su hermano John.
El 13 de marzo de 1987, Gene Gotti, su hermano John y otros, fueron absueltos de los cargos federales de usura, juego ilegal, asesinato y secuestros a mano armada.

## Prisión y liberación
Más tarde, en 1987, Gotti y John Carneglia fueron a juicio por los cargos federales de 1983 de tráfico de estupefacientes, obstrucción a la justicia, crimen organizado y operación de una empresa criminal continua de narcóticos. En enero de 1988, el juez declaró la anulación del juicio en este segundo caso debido a las acusaciones del gobierno de manipulación del jurado. El 27 de julio de 1988, en un nuevo juicio, el juez volvió a declarar la nulidad porque los jurados no llegaron a un veredicto. El 23 de mayo de 1989, en su tercer juicio por los cargos de 1983, Gotti y Carneglia fueron condenados por dirigir una red de distribución de heroína. El 7 de julio de 1989, Gotti fue condenado a 50 años de prisión y a una multa de 75.000 dólares, la misma pena impuesta a Carneglia. Después de su condena, la familia Gambino degradó a Gotti de capo a soldado porque él estaba en prisión.
Gotti cumplió su condena en la Federal Correctional Institution, Pollock, en Pollock, Luisiana, desde 1989 hasta 2018. Fue liberado el 14 de septiembre del 2018, con 71 años de edad, luego de cumplir 29 años de su sentencia.